# Ballons
Ballons település Franciaországban, Drôme megyében. Lakosainak száma 89 fő (2022. január 1.). Ballons Barret-sur-Méouge, Sainte-Colombe, Salérans, Eygalayes, Izon-la-Bruisse és Lachau községekkel határos.

## Népesség
A település népességének változása:
| Lakosok száma | 49   | 44   | 46   | 89   | 80   | 83   | 83   | 88   | 91   | 89   |
|               | 1968 | 1982 | 1990 | 2006 | 2013 | 2015 | 2017 | 2019 | 2020 | 2022 |